# Sumner (Iowa)
Sumner é uma cidade localizada no estado americano de Iowa, no Condado de Bremer e Condado de Fayette.

## Demografia
Segundo o censo americano de 2000, a sua população era de 2106 habitantes.
Em 2006, foi estimada uma população de 2030, um decréscimo de 76 (-3.6%).

## Geografia
De acordo com o United States Census Bureau tem uma área de
6,5 km², dos quais 6,5 km² cobertos por terra e 0,0 km² cobertos por água.

## Localidades na vizinhança
O diagrama seguinte representa as localidades num raio de 20 km ao redor de Sumner.